# 扑朔迷离
《扑朔迷离》（英語：Almost Blue）是一部2000年意大利驚悚片，由艾力克斯·英法謝利執導。

## 剧情
格拉齐亚·内格罗是一名专门分析暴力犯罪的警督。她和上司维托里奥·波莱托前往博洛尼亚调查一系列谋杀案。起初，同事们嘲笑女主角的技术方法，但这些方法在将所有案件归为同一连环杀手的过程中变得不可或缺。该连环杀手通过多种方式与受害者联系：首先从毒品领域入手，然后通过聊天与他们接触。一名证人，即被杀害租户的房东，提供了一个嫌疑人的描绘，完美匹配前一个谋杀案的受害者。格拉齐亚将此与受害者文件和物品的失踪联系起来，意识到嫌疑人正在冒充受害者的身份。指纹显示出此人为阿莱西奥·克罗蒂，一个接近自闭症的年轻人，有着在孤儿院和精神病院之间辗转的坎坷过去。成年后，他被吸毒的哥哥收养，住在夜总会的地下室里，最终哥哥被发现死在地下室，身体上有多处针孔，案件被误认为是自杀，实际上这是阿莱西奥的第一起谋杀案。
调查获得了新进展，这要感谢西莫内，一名能将声音和情感与颜色联系起来的盲人。他在一次聊天中听出了一个叫“可怜”的人的杀人意图，并通过匿名电话通知警方，指出了可能的受害者位置。然而，凶手再次逃脱，换了身份，但仍保留着他特有的标志——耳机，听着伴随他所有犯罪行为的电子音乐。
西莫内将嫌疑人的声音与“绿色”联系在一起，这促使格拉齐亚做出了极端尝试，带他去参加一个派对，他们认为阿莱西奥也会参加。然而，凶手再次得手，危及西莫内的安全，并招致上司和公众的批评。
此时，凶手越来越接近西莫内，假装失明，接近他的母亲，借机进入他家，杀害了她并伤害了试图赶来的格拉齐亚。
西莫内被安置在一家酒店中，当嫌疑人的踪迹似乎消失时，阿莱西奥假装自愿向警方投案，被发现时他正戴着手铐坐在波莱托的车里，声称愿意投降以换取与那个盲人男孩见面的机会，他想要获得他的身份。但这只是又一次的戏弄：凶手杀害了维托里奥，并闯入西莫内的房间，伤害了格拉齐亚并将他制服。就在身份交换的过程中，阿莱西奥用剃须刀片弄瞎自己，想要变得和猎物一样，这时格拉齐亚恢复过来，终于将他抓获。
影片以两位主角在一栋建筑的屋顶上相拥结束，他们在情感上也紧密结合在一起，而凶手则被关在一家精神病院里，周围是其他病人，他坐在长椅上，眼睛再也看不见任何东西。

## 演员
- 蘿蘭莎·英多維納（英语：Lorenza Indovina） 饰 格拉齐亚·内格罗（Grazia Negro）
- 安德烈亞·迪·斯戴法諾（英语：Andrea Di Stefano） 饰 维托里奥·波莱托（Vittorio Poletto）
- 克勞迪奧‧桑塔馬利亞（英语：Claudio Santamaria） 饰 西莫内·马丁尼（Simone Martini）
- 達里奧·丹阿布羅西（英语：Dario D'Ambrosi） 饰 马泰拉（Matera）
- 羅蘭多·拉維洛（英语：Rolando Ravello） 饰 阿莱西奥·克罗蒂（Alessio Crotti）
- 蕾吉娜·歐瑞利（英语：Regina Orioli） 饰 洛伦扎（Lorenza）
- 貝妮黛塔·布切拉托（義大利語：Benedetta Buccellato） 饰 西莫内的母亲
- 盧西亞諾·庫雷利（義大利語：Luciano Curreli） 饰 劳尔·克罗蒂（Raul Crotti）
- 安杰莉卡·迪马约（Angelica di Maio） 饰 薇拉（Vera）
- 馬可·賈利尼（英语：Marco Giallini） 饰 萨里纳（Sarrina）
- 艾力克斯·英法謝利（英语：Alex Infascelli） 饰 卢瑟·布利塞特（Luther Blissett）
- 瑪莉莎·索利納斯（英语：Marisa Solinas） 饰 寡妇拉扎罗尼（Lazzaroni）